# Јосиф Исихаст
Јосиф Исихаста (грчки: Ιωσήφ ο Ησυχαστής; рођен као Фрагкискос Котис, грчки: Φραγκίσκος Κόττης; 12. фебруар 1897 – 15. август 1959) био је грчки православни монах и старац који је предводио малу групу монаха на Светој Гори. Канонизован је као светитељ од стране Васељенске патријаршије у Цариграду 2020. године. Његов празник се слави 16. августа.

## Рани живот
Рођен је као Фрагкискос (Франсис) Котис (грчки: Φραγκίσκος Κόττης) 12. фебруара 1897. године у Лефкесу, селу на грчком Егејском острву Парос. Његови родитељи су били Георгиос и Марија Котис. Био је треће од седморо деце у породици. Када је био дете, његов отац је преминуо, остављајући мајку Марију да се сама стара о породици. До тинејџерских година остао је у селу, помажући мајци и породици у разним пословима како би преживели. Похађао је школу до другог разреда. Такође је служио у грчкој морнарици. Око своје 23. године радио је као продавац у Пиреју и Атини. Док је боравио у Атини, почео је да чита о животима светаца и подвижника. На планини Пентели проводио би ноћи молећи се у пећинама или чак на дрвећу, слично средњовековним исихастима и стубницима. Након тога отишао је на Свету Гору да постане монах.

## Монашки живот
Године 1921. његова прва дестинација била је Катунакија у области Свете Горе. Придружио се братству Даниелаиои и неко време је боравио у њиховој скиту под духовним руковођењем Данијела Катунакиота из Смирне, оснивача братства. Уз благослов Данијела, напустио је скит како би наставио подвижничкији начин живота.
Годину дана касније, дошао је на Свету Гору на празник Преображења, који се слави на врху Атоса у капели Преображења. Тамо је упознао Арсеније Испосник (1886–1983), монаха манастира Ставроникита, који ће касније постати његов ученик. У потрази за строгим старцем који би му помогао у подвигу, 1924. године заједно са Арсенијем отишао је у келију Благовештења Пресвете Богородице у Катунакији, како би постали следбеници двојице стараца — Јефрема и Јосифа.
Дана 31. августа 1925. године, у 28. години живота, добио је име Јосиф Виглиски у пећини Атанасија Атонског. Средином 1928. године, Јосиф и Арсеније одлучили су да се преселе у планинитију и удаљенију област око Скита Светог Василија. После око десет година интензивне духовне праксе, поста и молитве са Арсенијем, као и многих доживљаја божанске благодати, монах Јосиф је пристао да буде духовни руководитељ сваком монаху који би га следио.
Током боравка у Скиту Светог Василија, Јосиф Котис је био и духовник Јефрема Катунакиота. У истом периоду, Јосифов брат, Никола Котис, напустио је световни живот и придружио се братовљевој заједници као монах, добивши име Атанасије.
У јануару 1938. године, мала заједница коју је предводио Јосиф преселила се у Скит Малe Светe Ане, где су се населили у пећинама у близини капеле Часног Претече, коју су сами изградили. Његов први ученик током боравка у Скиту Малe Светe Ане био је кипарски монах Софроније, који је узео име Јосиф и касније служио као старац манастира Ватопед на Светој Гори све до своје смрти 2009. године. Још један члан заједнице био је Јефрем, касније игуман манастира Филотеј на Светој Гори, као и оснивач више од 19 манастира у Сједињеним Америчким Државама и Канади. Један од ученика старца Јосифа био је и Харалампије Дионисијатски, који је касније постао игуман манастира Дионисијат. Године 1953, заједница старца Јосифа преселила се у Нови скит Свете Горе, што је био последњи скит у коме је боравио током свог живота.

## Смрт и сахрана
Месец дана пре своје сахране, тврдио је да му је тачан тренутак смрти обавестила сама Пресвета Богородица.
14. августа 1959. године присуствовао је будном месту у част Успења Пресвете Богородице и примио је Пресвето Причешће. Умро је од срчаног удара 15. августа. Исте те године, сахрањен је у гроб у капели Благовештења Пресвете Богородице у Новом скиту Свете Горе, близу Куле Скита. Његове мошти чувају се у разним манастирима, укључујући и грчки православни манастир Светог Антонија у Флоренсу, Аризона, Сједињене Америчке Државе.
Данас се његов гроб, смештен у капели, може посетити на северном крају Новог Скита на Светој Гори. Пустинска кућа светог Јосифа Исихасте, колиба на литици с погледом на море, налази се у стрмој области с густом вегетацијом, северно од Скита Малe Светe Ане.

## Канонизација
20. октобра 2019. године, Васељенски патријарх Вартоломеј I из Цариграда најавио је канонизацију Јосифа Исихасте у Кареји, Светој Гори. Његове мошти чувају се у манастиру Ватопед.
21. марта 2020. године, Свети и Свештени Синод Васељенске патријаршије уписао је Старца Јосифа у Свети календар Православне цркве Патријархалним и Синодалним актом.

## Наслеђе
Његова учења и духовни рад сачувани су у 65 писама које је објавио манастир Филотеј, као и у разним књигама. Познат је и по свом мистичном приступу и заговорништву употребе Исусове молитве на Светој Гори. Јосиф Исихаста одиграо је кључну улогу у обнови и насељавању шест манастира на Светој Гори, као и многих женских манастира у Грчкој.

Његов живот и духовно наслеђе приказани су у документарном филму под називом „Старац Јосиф Исихаста“ (2019), који је произвео, написао и монтажу урадио манастир Ватопед. Тај документарни филм освојио је четири награде жирија на Лондонском фестивалу грчког филма у Лондону.